# Tadeusz Konczyński

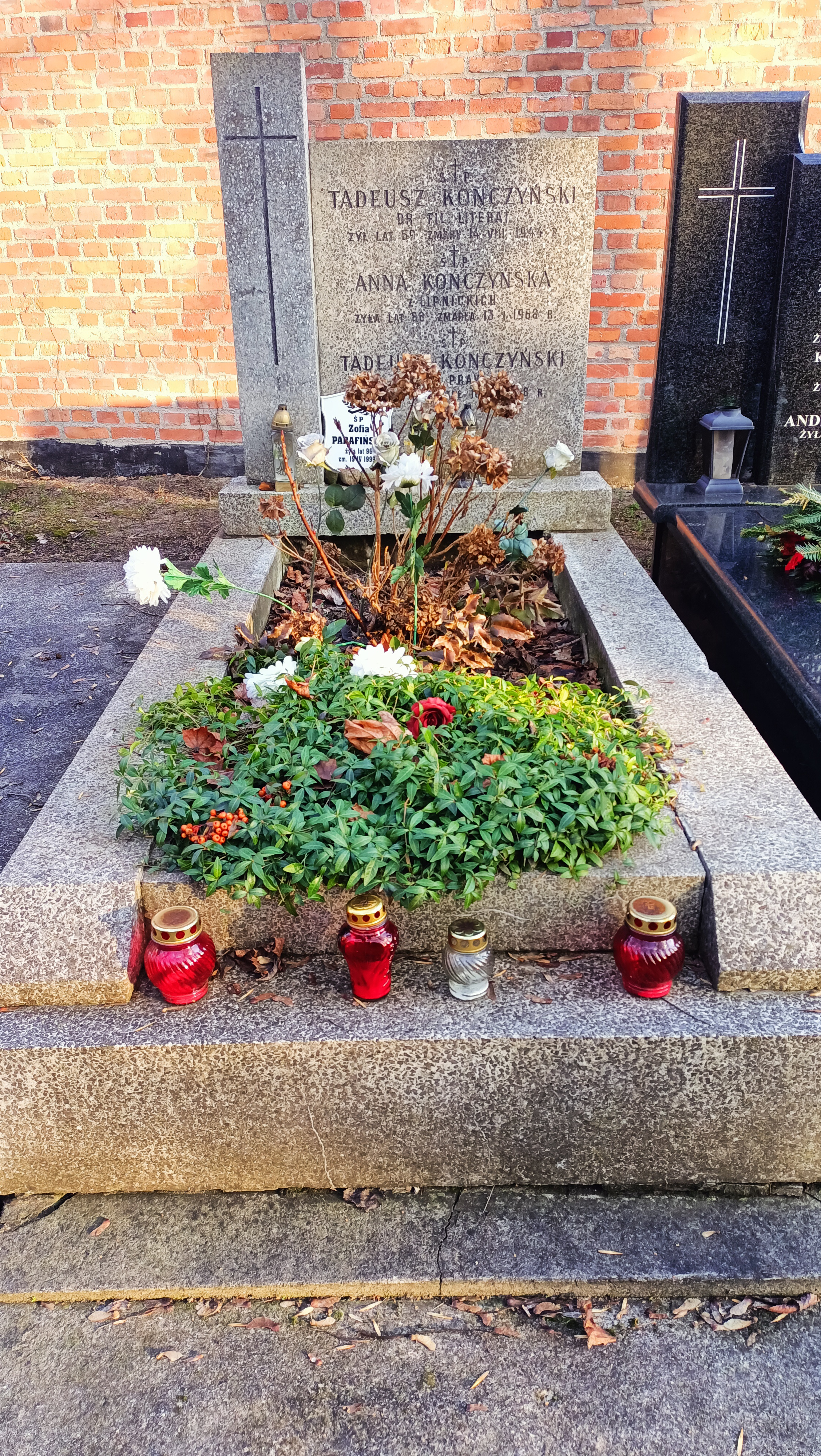
Grób Tadeusza Konczyńskiego na Cmentarzu Powązkowskim

Tadeusz Konczyński (ur. 19 marca 1875 w Krakowie, zm. 13 sierpnia 1944 w Miedzeszynie) – polski poeta, dramatopisarz, scenarzysta.

## Życiorys
Był absolwentem Uniwersytetu Jagiellońskiego, gdzie otrzymał tytuł doktora filozofii. Studia kontynuował w Anglii. W latach 1915–1916 był dyrektorem Teatru Ludowego. W latach 1914–1918 redagował „Ilustrowany Tygodnik Literacki”. Swoje dzieła krytyczne i literackie publikował na łamach prasy. W latach 1924–1932 wydawał dziennik „Unia” (przekształcony później w dziennik „Nowa Polska”).
W tym czasie tworzył komedie i dramaty o tematyce psychologicznej i historycznej. Był też autorem licznych powieści obyczajowych i psychologicznych. W 1913 roku opublikował powieść fantastycznonaukową Ostatnia godzina.
Tadeusz Konczyński był też znany jako propagator piłki nożnej w Krakowie i Warszawie, opiekun i mecenas pierwszych klubów piłkarskich. W 1906 roku zorganizował Turniej Jesienny, który dał początek wielu krakowskim klubom sportowym (do dziś istnieje tylko jeden z powstałych wówczas – Wisła). Ufundował stroje sportowe dwóm najstarszym klubom krakowskim: I. Klubowi Studenckiemu (otrzymał barwy narodowe i od tej pory znany był jako Biało-Czerwoni) i drużynie akademickiej „Cracovii” (otrzymała kostiumy w barwach miasta – niebieskie z białą szarfą). Według niektórych opracowań był też fundatorem koszulek dla kolejnych klubów, które od strojów przyjęły nazwy Czerwoni i Wisła (od wstęgi na strojach).

## Twórczość

### Dramaty
- Kajetan Orug (1902)
- Otchłań (1903)
- Białe pawie (1909)
- Demostenes (1911)[5]
- Straceńcy (1911)[6]
- Maria Leszczyńska (1917)[7]

### Powieści
- Śladem tęsknoty (1901)
- Nad głębiami (1907)[8]
- Ostatnia godzina (1913), wznowiona pod tytułami Wieża ratunku i Koniec świata[9][10][11]
- Bunt (1914)[12]
- Jej romans (1917)
- Dom Magdaleny (1924)[13]
- Głód szczęścia (1931)[14]
- Dwie drobne dłonie (1939)[15]